# Горбоносый щитомордник
Горбоносый щитомордник (лат. Hypnale hypnale) — вид ядовитых змей подсемейства ямкоголовых семейства гадюковых.
Общая длина достигает 30—45 см. Голова широкая, треугольная. Её передняя часть очень поднята вверх и заканчивается горбинкой, покрытой мелкими щитками неправильной формы. Лобовые и теменные щитки большие. Туловище толстое. Окраска сероватая с большими пятнами коричневого цвета. Брюхо коричневатое или жёлтое с тёмными пятнами. Кончик хвоста жёлтый или красный.
Любит джунгли, кофейные плантации. Активен утром и ночью. Питается лягушками, ящерицами, грызунами и мелкими змеями.
Яйцеживородящая змея. Самка рождает от 4 до 17 детёнышей длиной до 13—14,5 см.
Обитает на юго-западе Индии (штат Карнатака) и на острове Шри-Ланка.